# Jakub Diviš
Jakub Diviš (* 27. července 1986 Turnov) je bývalý český profesionální fotbalový brankář, který svoji kariéru ukončil v létě 2021 v klubu FK Mladá Boleslav.
Mimo ČR působil na klubové úrovni na Slovensku, ve Skotsku a v Bulharsku.

## Klubová kariéra
S fotbalem začínal v Lomnici nad Popelkou, poté se dostal do slávistického dorostu. V roce 2004 již odehrál některá přátelská předsezonní utkání juniorského týmu Slavie, do kterého byl zařazen v další sezoně, odkud ho trenér Jarolím přeřadil v lednu 2006 do prvoligového týmu. V první polovině roku 2008 hostoval v tehdy druholigové Spartě Krč, kde se mu podařilo i vstřelit branku ze hry.
Premiéru v prvním týmu Slavie si pak odbyl v podzimní části sezony 2008/09 kdy nastoupil ke dvěma zápasům poháru ČMFS a na závěr odchytal povedené utkání v Poháru UEFA proti Ajaxu Amsterdam. V sezoně 2008/09 získal se Slavií mistrovský titul. V létě 2009 jej Slavia poslala na hostování s opcí do 1. FC Tatran Prešov, kde nechyběl v jediném zápase podzimní části slovenské Corgoň ligy. V únoru 2010 se jeho hostování změnilo na přestup. V roce 2011 hostoval ve skotském Hibernian FC.
V Tatranu se stal s velkou převahou nejoblíbenějším hráčem týmu dle ankety fanoušků na oficiálních stránkách tohoto klubu. V létě 2013 mužstvo po sestupu Prešova do 2. ligy a po konci smlouvy opustil a podepsal tříletý kontrakt s opcí v FK Mladá Boleslav.
V červenci 2014 odešel hostovat z Boleslavi do bulharského klubu CSKA Sofia. S CSKA se představil v Evropské lize UEFA 2014/15, kde jeho tým vypadl ve druhém předkole s moldavským FC Zimbru Chișinău.
Evropskou ligu UEFA okusil po návratu z hostování i v dresu Mladé Boleslavi, v sezóně 2017/18 skončil s týmem ve 3. předkole na štítu albánského klubu KF Skënderbeu Korçë. Poté vypadl ze základní sestavy a v srpnu 2017 přestoupil z Mladé Boleslavi do severočeského klubu FK Teplice.

## Reprezentační kariéra
V roce 2004 odehrál přátelské utkání za reprezentaci do 19 let proti Kypru a do roku 2008 byl také v širší nominaci reprezentace do 21 let, za kterou sehrál 3 přípravné zápasy. Své poslední utkání za tuto věkovou kategorii absolvoval v přátelském utkání s Anglií na podzim 2008.

## Úspěchy

### Klubové

#### SK Slavia Praha
- 2× vítěz 1. české fotbalové ligy (2007/08, 2008/09)